# Dianthus volgicus
Dianthus volgicus är en nejlikväxtart som beskrevs av Juzepczuk. Dianthus volgicus ingår i släktet nejlikor, och familjen nejlikväxter. Inga underarter finns listade i Catalogue of Life.

## Bildgalleri

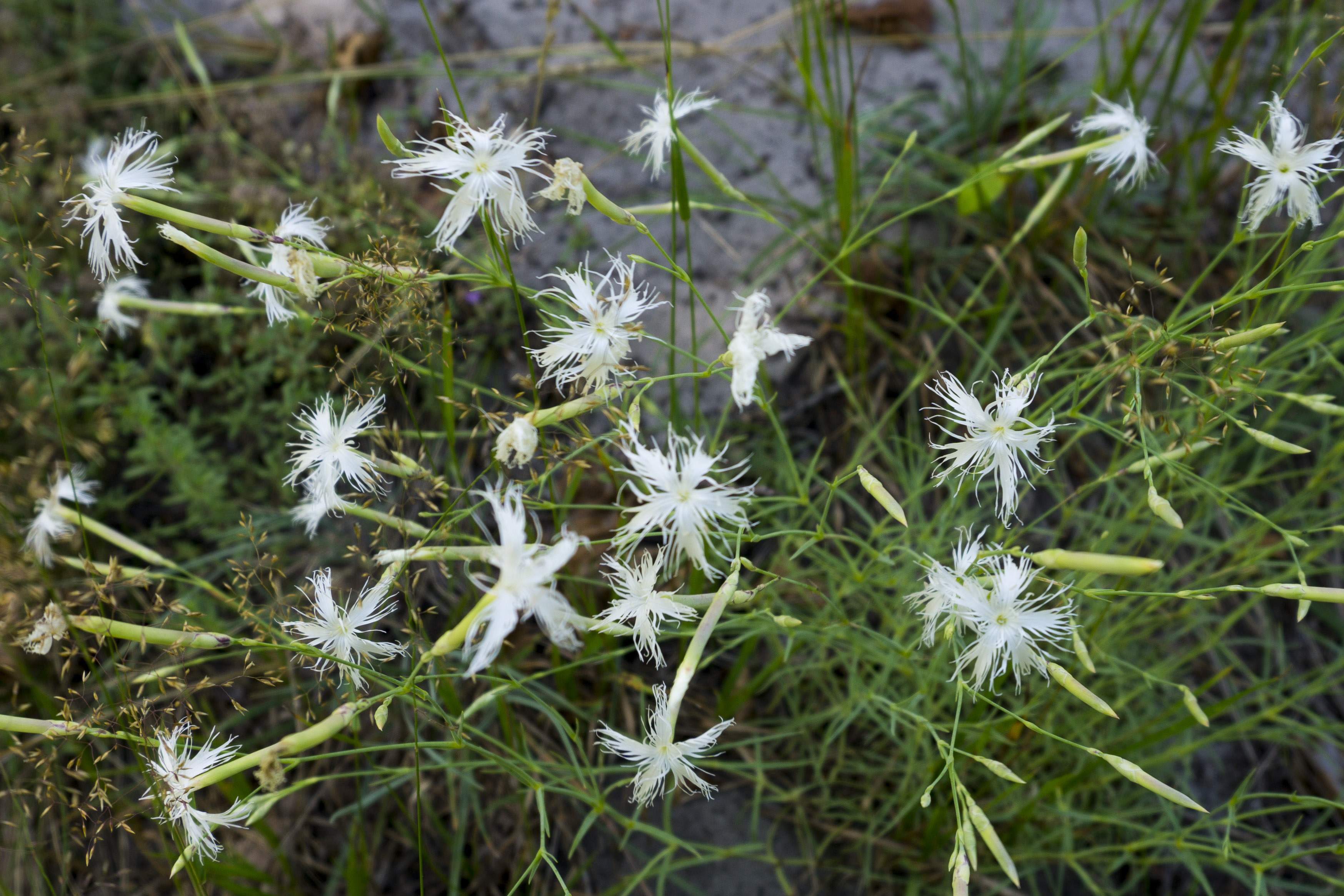